# Juliette Mayniel
Juliette Mayniel (Saint-Hippolyte, 22 de enero de 1936-San Miguel de Allende, 21 de julio de 2023) fue una actriz francesa. Al llegar a París, probó suerte con el diseño de moda y luego posó para portadas de revistas. Aparece en una película publicitaria en la que Claude Chabrol la ve. Le ofreció el papel protagónico femenino en su película Les Cousins, que se estrenó en 1959 y gracias a la cual ganó notoriedad. Ganó el Oso de Plata a la Mejor Actriz en la Berlinale de 1960 por su papel en No quería ser nazi ( Kirmes ) de Wolfgang Staudte.  
Actuó en más de treinta películas y series de televisión entre 1958 y 1978. Fue galardonada con el Oso de Plata a la mejor interpretación femenina en el 10° Festival Internacional de Cine de Berlín 1960 por su actuación en la película Kirmes. Actuó en más de 30 películas y en shows de televisión entre 1958 y 1978. Estuvo casada con el actor italiano Vittorio Gassman.

## Inicios
Procedía de una familia de campesinos oriunda de un pequeño pueblo francés. La casa de campo de la familia sirvió de centro de operaciones a los Aliados durante la Segunda Guerra Mundial. De la relación que mantuvo con el actor italiano Vittorio Gassman entre 1964 y 1968, nació un hijo, Alessandro Gassman, también actor. También estuvo casada con el actor Robert Auboyneau.

## Muerte
Ya retirada, vivía en México desde hace veinte años, en San Miguel de Allende, Guanajuato.
El 21 de julio de 2023 falleció sin que exista por el momento información de la causa de su deceso.

## Filmografía
- Les Cousins (1959)
- Kirmes (1960)
- Les yeux sans visage (1960)
- La guerra de Troya (1961)
- Landru (1963)
- Ophélia (1963)
- À cause, à cause d'une femme (1963)
- Amori pericolosi (1964)
- Assassinio made in Italy (1965)
- Las aventuras de Ulises (1968)
- Scusi, facciamo l'amore? (1969)
- Piedone lo sbirro (1973)
- Sombra sangrienta (1978)

## Premios y distinciones
Festival Internacional de Cine de Berlín
| Año  | Categoría                      | Película | Resultado |
| ---- | ------------------------------ | -------- | --------- |
| 1960 | Oso de Plata a la mejor actriz | Kirmes   | Ganador   |